# Molly Girl
Molly Girl è un singolo del rapper statunitense Lil Tecca, pubblicato il 17 marzo 2019 dall'etichetta discografica Republic Records.

## Tracce
1. Molly Girl – 1:57